# Бабков Ігор Михайлович
Ігор Михайлович Бабков (біл. Ігар Міхайлавіч Бабкоў; нар. 2 червня 1964, Гомель) — білоруський прозаїк і поет, філософ, культуролог. Кандидат філософських наук (2003).

## Життєпис
У 1986 році закінчив філософське відділення історичного факультету Білоруського державного університету (Мінськ). Наприкінці 1980-х років. був учасником літературних спільнот «Вавилон» і «Тутешні». Брав участь у відновленні газети «Наша Ніва» на початку 1990-х років, був одним із засновників Білоруської колегії. Видавав і редагував журнал «Фрагменти».
Працює в Інституті філософії Національної академії наук Білорусі, займається сучасною постколоніальною теорією та історією філософії. У 2003 році захистив кандидатську дисертацію на тему «Філософія Яна Снядецького і формування пізньопросвітницької раціональності в Білорусі та Литві (перша третина ХІХ ст.)» і здобув науковий ступінь кандидата філософських наук.
Проживає в Мінську.

## Членство
- Спілка білоруських письменників

## Нагороди
- 1993: Премія «Глиняний Велес» за збірку «Solus Rex»
- 2005: Премія «Золота літера» за книгу «Королівство Білорусь. Витлумачення руїн/рун»
- 2009: Шорт-ліст премії «Анґелус» за роман «Адам Клакоцький і його тіні»
- 2011: Премія «Золотий апостроф»
- 2014: Літературна премія імені Єжи Ґедройця за книгу «Хвилинка. Три історії»